# Цюнд, Роберт
Роберт Цюнд (нем. Robert Zünd; 3 мая 1826, Люцерн — 15 января 1909, Люцерн) — один из крупнейших швейцарских художников XIX столетия.

## Жизнь и творчество
Р.Цюнд родился в зажиточной городской семье. После окончания гимназии обучался рисованию в мастерской художника Якоба Швеглера. В 1848 году переезжает в Женеву, где учится у художников Франсуа Диде и, затем, у Александра Калама. В 1851 Р.Цюнд знакомится с живописцем Рудольфом Коллером; знакомство это переросло в дружбу, продолжавшуюся всю их жизнь. В 1889 году оба художника вместе отправляются на международную выставку в Мюнхен.
В 1852 году Р.Цюнд едет в Париж, и в залах Лувра изучает шедевры голландских и французских мастеров XVII века. В 1860 он пишет одну из своих лучших работ — «Урожай» (ныне в Художественном музее Базеля). С 1863 года художник живёт и работает в родном Люцерне, который покидает крайне редко и ненадолго. Замечательный пейзажист, в период с 1867 по 1877 год Цюнд создаёт несколько картин на библейские сюжеты (например, «Путь в Эммаус»). В 1882 году он заканчивает ещё один свой шедевр (начатый ещё в 1859) — «Дубовый лес». Посетивший Р.Цюнда в его мастерской, и видевший приктически завершённое полотно классик швейцарской литературы Готфрид Келлер впоследствии с восторгом отзывался об этой работе мастера. В 1883 году «Дубовый лес» был представлен на Цюрихской земельной выставке (ныне хранится в Художественном музее Цюриха).
В 1906 году Роберту Цюнду было присвоено звание почётного доктора искусств Цюрихского университета.

## Галерея

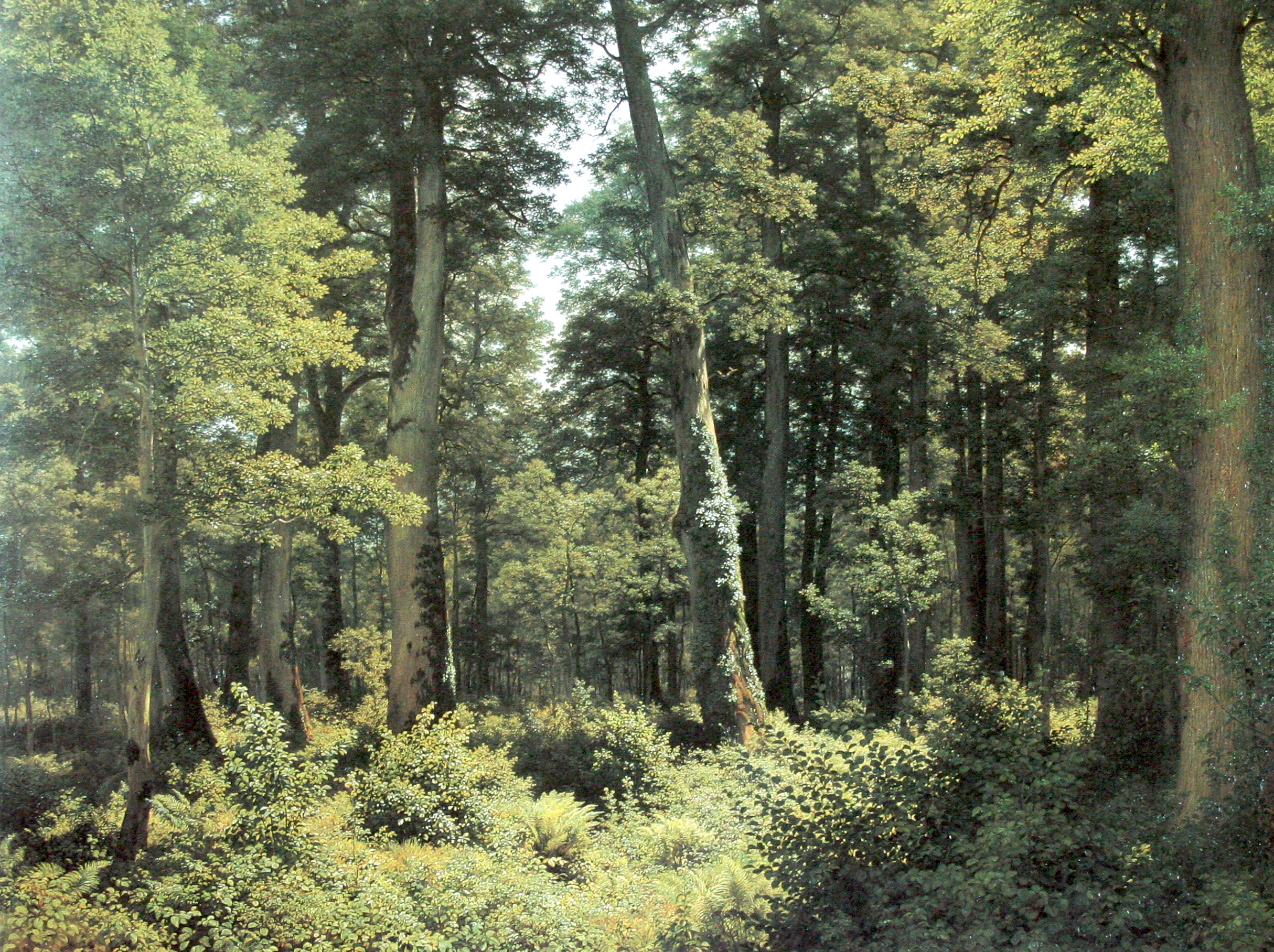
Дубовый лес, 1859
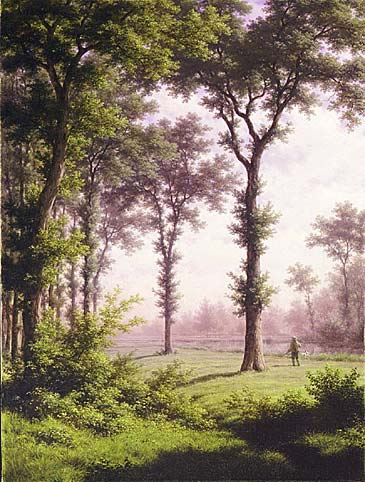
Охотник на поляне
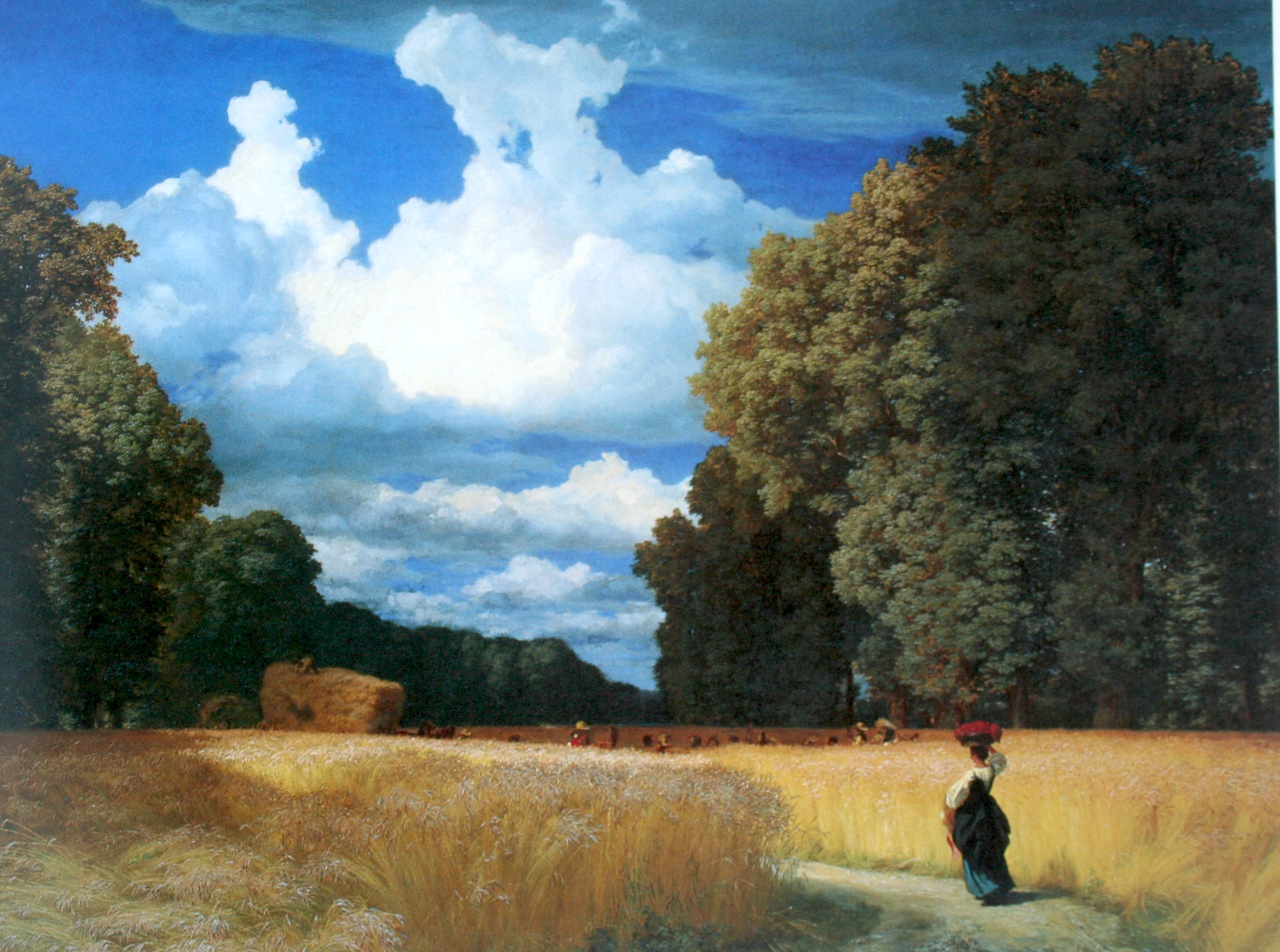
Урожай,1859
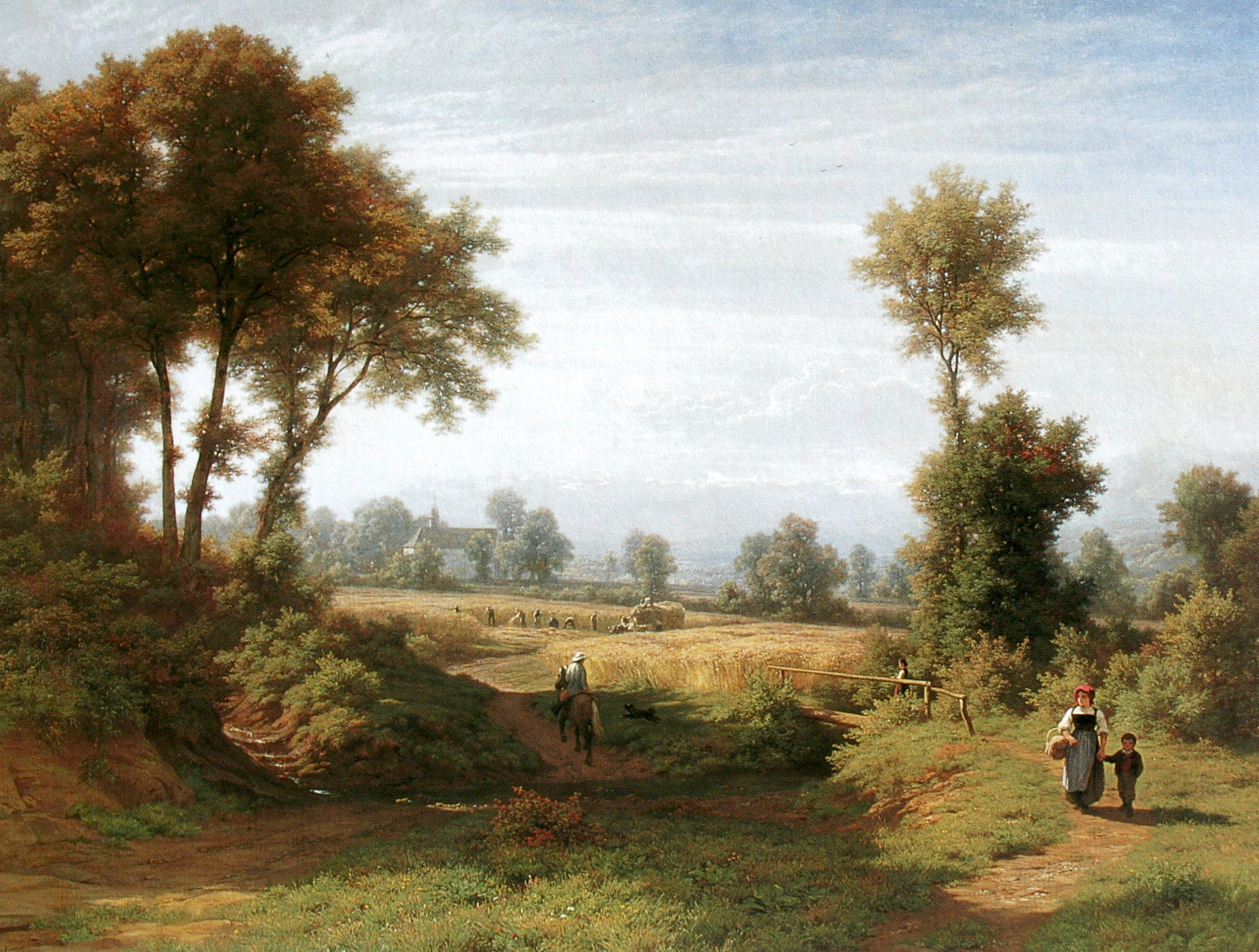
У воинской капеллы в Зембахе, 1867
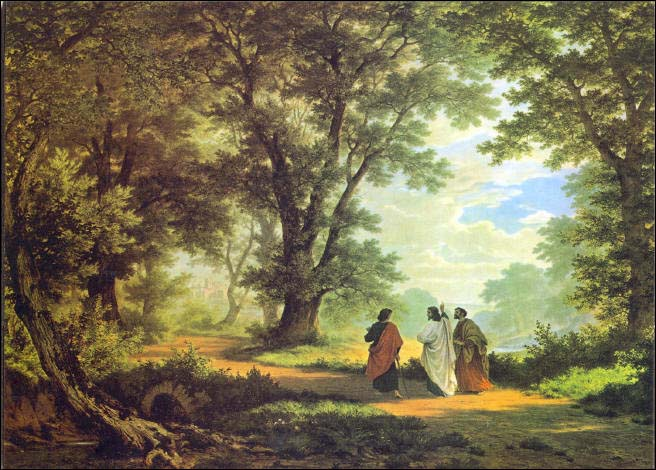
Путь в Эммаус, 1877
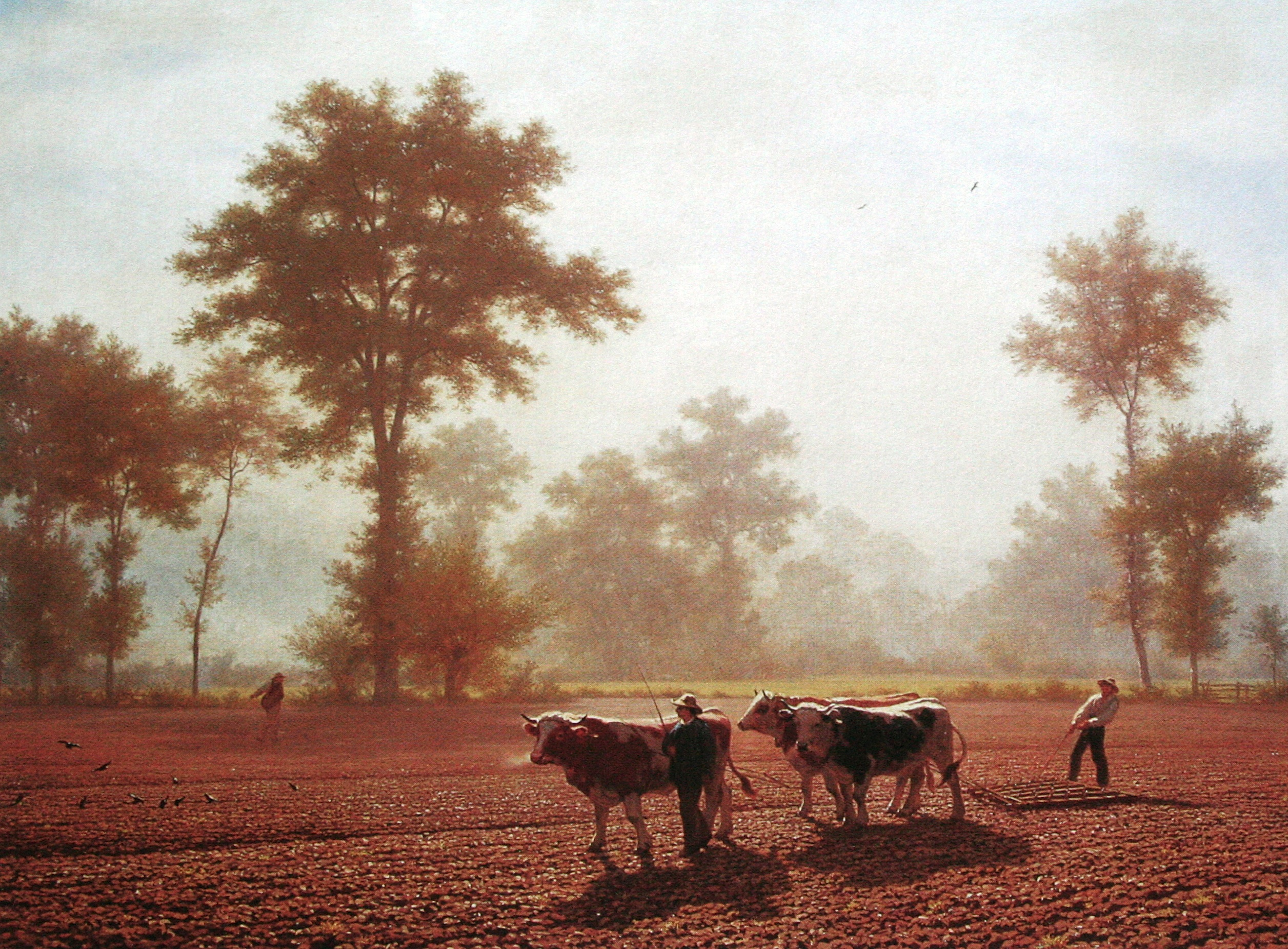
Крестьяне с упряжью волов, um 1900
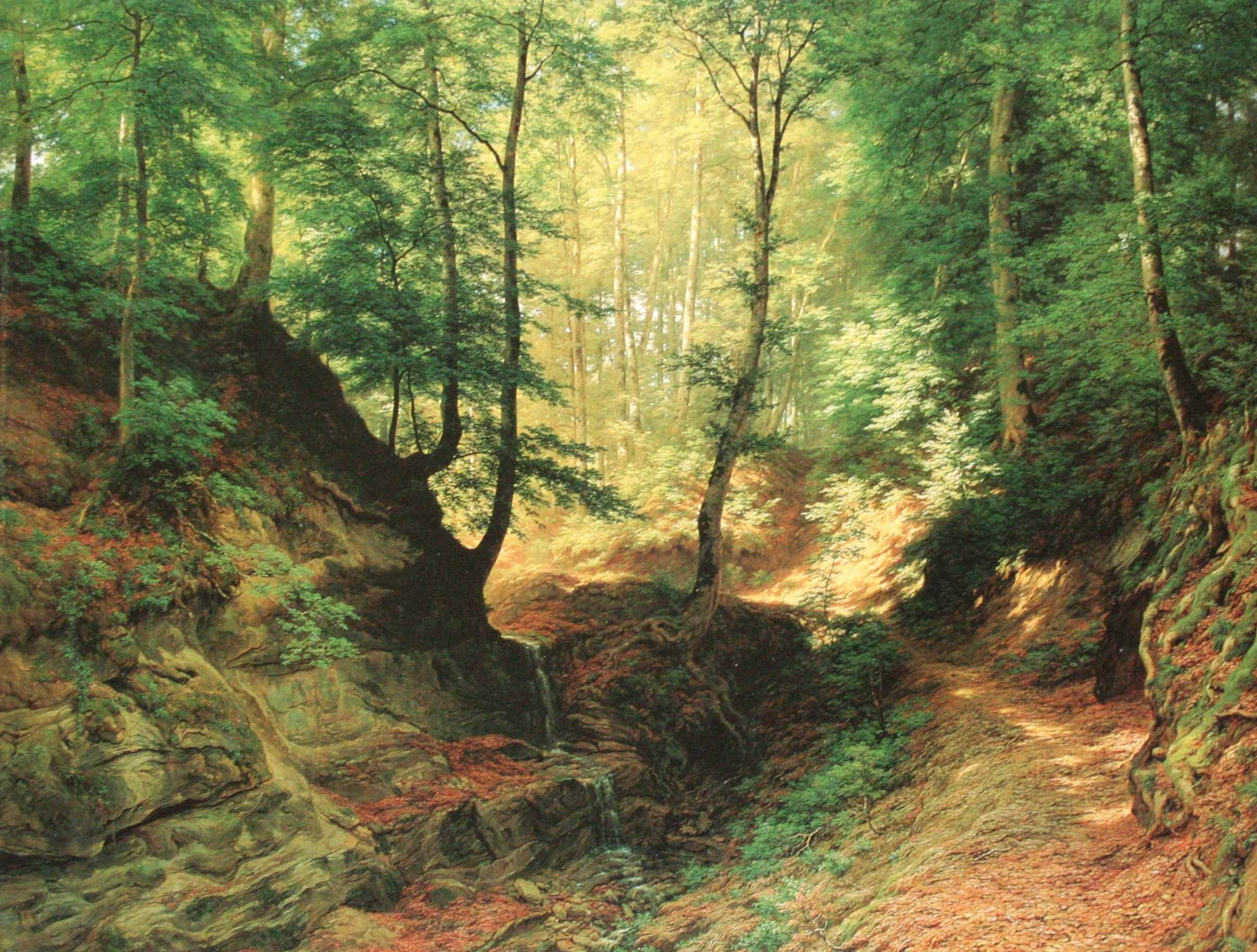
Буковый лес, 1887
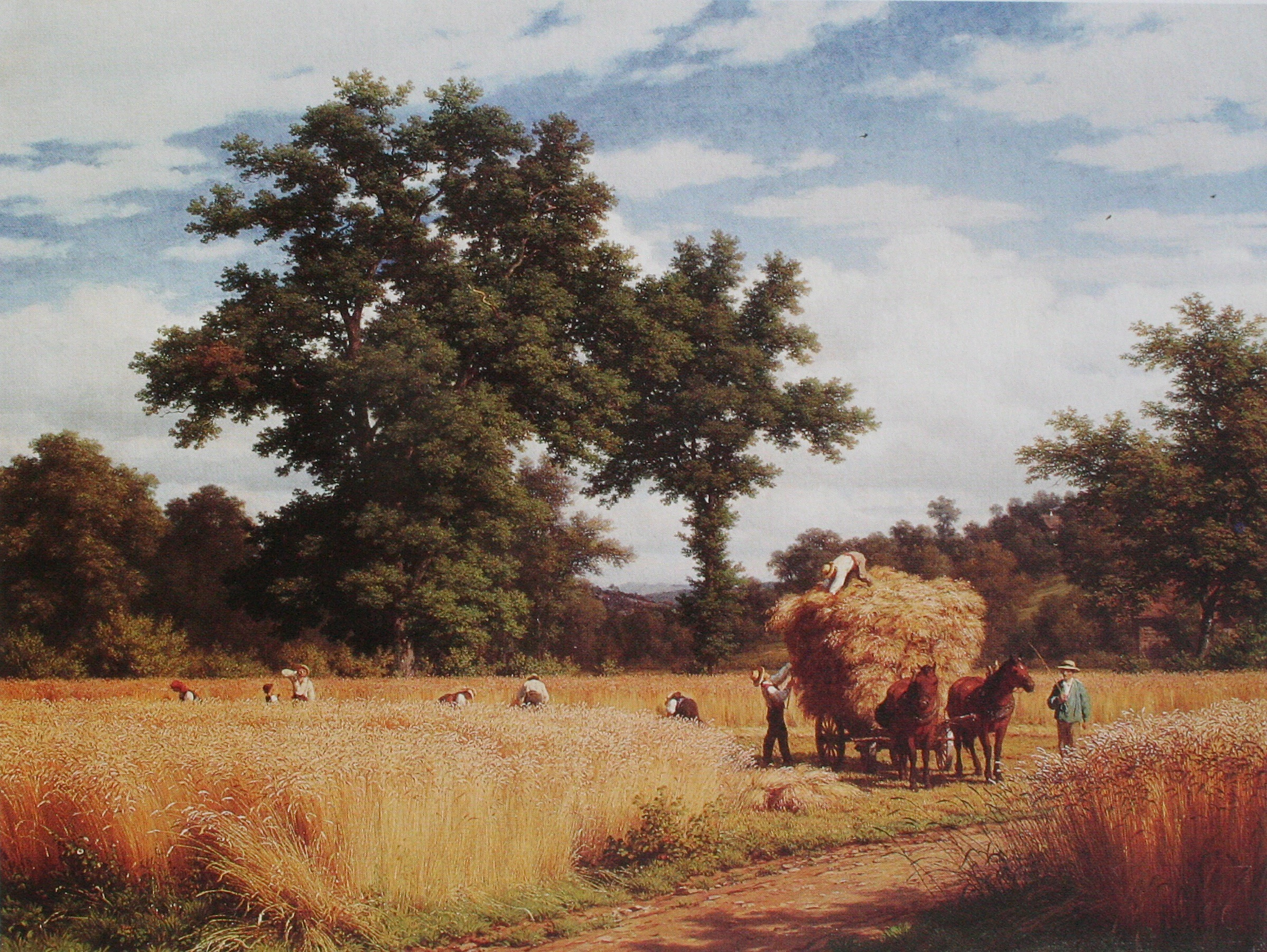
Пшеничное поле с дубами